# 花田恵吉
花田 恵吉（はなだ けいきち、1962年〈昭和37年〉1月11日 - ）は、NHKの英語アナウンサー。

## 人物
島根県江津市生まれ。島根県立浜田高等学校を経て青山学院大学英米文学科卒業後、島根県、後に東京都で英語教諭を勤め、1991年、NHKのキャリア採用で国際放送局の英語アナウンサーになる。その後コロンビア大学大学院を修了。当初はNHKワールド・ラジオ日本の英語ニュースや番組を担当。テレビ国際放送開始後は『Dayline Japan』、『News Today 30 Minutes』などのキャスターを務め、2000年から2019年まで『NHK NEWSLINE』のアンカー（キャスター）を担当した。NHK杯国際フィギュアスケート競技大会の会場アナウンスも時折担当している。
2020年4月14日から6月8日にかけて、新型コロナウィルス感染拡大による緊急事態宣言を受けてNHKゴガク・ニュースで英語術の臨時講師を担当した。

## エピソード
- 入局まで海外で生活したことはなく、ラジオの英語講座や短波放送を聞きながら英語を学んだ。10代の頃からのBCLである[2]。
- 学生時代はESSでディベートに打ちこむとともに、ミニFM放送にも夢中になった[3]。
- アマチュア無線と航空無線通信士の資格を持っている。コールサインはJA1AIM / JN4NQX[4]。

## 担当番組

### 過去
- Radio Japan News
- Radio Japan News Round
- Music Beat
- Dayline Japan
- News Today 30 Minutes
- 広島・長崎平和式典中継
- NHK NEWSLINE（2000年 - 2019年）
- ニュースで英語術（2020年4月14日 - 6月8日）